# Ragnhildur Steinunn Jónsdóttir
Ragnhildur Steinunn Jónsdóttir (1981) es una personalidad de la televisión islandesa, actriz, y ex Miss Islandia.

## Biografía
Ragnhildur nació el 29 de abril de 1981. Es hija de Ragnhildur Steinunn Maríusdóttir y Jón Þór Harðarson, un ingeniero mecánico que solía trabajar para la compañía islandesa de aluminio Alcan. Su madre murió de cáncer cuando ella tenía siete años. Empezó su carrera de gimnasta en 1991, fue la ganadora de varias categorías en el Campeonato de Gimnasia de Keflavík en 1998, y llegó a integrar el equipo nacional de gimnasia de Islandia. Completó una de licenciatura en fisioterapia en la Universidad de Islandia.
Ragnhildur fue presentadora o copresentadora de los concursos realizados para decidir al representante de Islandia en el Festival de la Canción de Eurovisión, Söngvakeppni Sjónvarpsins, en 2007, 2008, 2009, 2010, 2014, 2015 y 2016. En 2005, 2006, 2007 y 2011, ha sido la portavoz de Islandia en Eurovisión, encargada de entregar los votos del país.
A la edad de 27, Ragnhildur empezó trabajar en un programa para jóvenes de la Televisión Nacional islandesa, la RÚV. Más tarde, se convirtió en la copresentadora del programa de noticias y entrevistas de la Sjónvarpið, Kastljós. Ragnhildur fue nominada como una de las mejores presentadoras de la televisión islandesa.
En agosto de 2011, se reportó que Ragnhildur sería la presentadora de la versión islandesa del programa televisión estadounidense, So You Think You Can Dance.
Es pareja de Haukur Ingi Guðnason desde 1996, y se casaron en julio de 2018. Tiene cuatro hijos: Eldey (nacida el 28 de junio de 2010), Jökull (nacido el 11 de noviembre de 2013), y los gemelos Tindur y Stormur (nacidos el 25 de marzo de 2019).

## Filmografía

### Actuación
- Astrópía (2007)
- Algjör Sveppi og leitin að Villa (2009)
- Reykjavik Whale Watching Massacre (2009)
- Mamma Gógó (2010)
- Kurteist fólk (2011)

### Dirección
- Ísþjóðin (2011)
- Hrafnhildur- heimildarmynd um kynleiðréttingu (2012)